# Félix Bolaños
Félix Bolaños García (Madrid, 17 dicembre 1975) è un politico spagnolo, Ministro della giustizia, della presidenza e dei rapporti con le Corti nel governo Sánchez III.
In precedenza è stato segretario generale della presidenza del governo Sánchez I e Ministro della presidenza e della memoria democratica nel governo Sánchez II